# Filmmuseum Schloss Ballenstedt
Das Filmmuseum Schloss Ballenstedt ist ein Filmmuseum in der Stadt Ballenstedt in Sachsen-Anhalt. Es befindet sich im Schloss Ballenstedt und präsentiert filmgeschichtliche Exponate aus über 130 Jahren, darunter vor allem Filmprojektoren und Kameras nebst Zubehör, Filmplakate usw. Träger des Museums ist der Verein Schloss und Schlosspark Ballenstedt e. V.

## Geschichte
Das Museum geht auf die private Sammlung von Heinz Stammer († 2004) und dessen Schwester Irmgard Kulp († 2009) zurück, die im Laufe ihres Lebens eine umfangreiche Sammlung seltener und teilweise heute international begehrter Stücke zusammengetragen haben. Bereits hochbetagt nahmen sie das Angebot des damaligen Ballenstedter Bürgermeisters Wolfgang Gurke an und stellten ihre Sammlung im Nordflügel des Schlosses Ballenstedt zur Aufstellung zur Verfügung, die 2002 dort mit ihrer Hilfe aufgebaut wurde. Das Museum wird heute vom Verein Schloss und Schlosspark Ballenstedt betreut.

## Ausstellung
Zu den bedeutsamen Ausstellungsstücken zählen u. a. von Thomas Alva Edison oder Charles Pathé entwickelte Geräte, eine Laterna Magica aus dem Jahre 1890, ein ca. 1,80 hoher Tonfilmprojektor für 35-mm-Filme aus dem Jahre 1936 und eine von Heinz Sielmann benutzte Kamera.